# 持天平的女人
《持天平的女人》是荷蘭黃金時代畫家弗美爾繪製的一幅油畫，完成于1662年至1663年間。此畫一度被稱為《秤金子的女人》，但後來發現畫中的天平其實是空的。

## 主題
女子身前雖有一個珠寶盒，但手中的天平上什麼都沒有。身後的墻上懸掛著一幅以最後的審判為主題的畫。女子的形象是按照弗美爾的妻子畫成的。
這名女子可以視為正義和真理的象征，一些學者認為畫作主題與尋珠的比喻有關，一些人認為她代表聖母瑪麗。但也有學者認為她只是一個世俗女子，追求毫無意義的虛榮（以珠寶為重）。

## 歷史
這幅畫完成於1662年或1663年，曾一度被稱為《秤金子的女人》，後來經顯微鏡確認畫中女子手中的天平是空的。這幅畫是1969年5月16日於阿姆斯特丹的Jacob Dissius莊園所出售的一批維梅爾作品的其中之一。它價值155荷蘭盾，在當時遠高於他的畫作《熟睡的女孩》與《官員與笑著的女孩》，但略低於《倒牛奶的女僕》。

## 擴展閱讀
- Liedtke, Walter A. . Metropolitan Museum of Art. 2001  [2019-06-07]. ISBN 978-0-87099-973-4. （原始内容存档于2015-11-21）.
- Salomon, N. From Sexuality to Civility: Vermeer’s Women, in Gaskell, I. and Jonker, M. ed., Vermeer Studies, in Studies in the History of Art, 55, National Gallery of Art, Washington 1998, pp. 309-322

## 外部連接
- Johannes Vermeer, Woman Holding a Balance （页面存档备份，存于）, National Gallery of Art, Washington, D.C.
- Johannes Vermeer, Woman Holding a Balance （页面存档备份，存于）, Colourlex
- Janson, J., Johannes Vermeer, Woman Holding a Balance （页面存档备份，存于）, Essential Vermeer, website.